# Грб Немачке
Грб Немачке или Бундесадлер (Bundesadler - "савезни орао") је званични хералдички симбол Савезне Републике Немачке. Грб је престављен црним једноглавим орлом спуштених крила, на жутој (хералдички - златној) позадини, са црвеним кљуном и канџама. Боје на грбу одговарају бојама на застави Немачке.
Орао је стари германски симбол, повезан са богом Одином. Представљао је поред тога и непобедивост, а у таквом облику упознали су га и Римљани.

## Историја
Први помен орла везује се за Карла Великог, а постоје инфомације да је црни орао на златној подлози био царски симбол. Овај грб је задржан у Римско-немачком царству, са више варијација, а главна је била додавање круне, скиптра и шара. Овај царски орао користиће у нешто измењеном облику и Пруска, а остаће и грб Немачког царства од 1871—1918. године. После Првог светског рата, Вајмарска република усвојиће овај данашњи облик, који ће 1935. Хитлер изменити у орла своје нацистичке партије (види чланак за слику) - додавши му у канџама храстов венац унутар кога је стајала свастика-кукасти крст. По окончању рата и формирању СР Немачке, биће враћен Вајмарски орао који ће се отада називати савезни орао. Остаће као грб и после реунификације Немачке.

## Грб данас
Данас је орао представљен не само на грбу, већ и на заставама федералних институција, председника Републике и на разним местима повезаним са федералним органима, попут заглавља званичних докумената. Једна варијанта орла (необично дебељушкаста) краси салу Бундестага.